# Daimler Company
Nota: Este artigo é sobre a marca Daimler e seu proprietário, a fabricante britânica de automóveis Daimler Company Limited. Para outros usos do nome derivado do engenheiro e inventor alemão Gottlieb Daimler, veja Daimler. Para os dois descendentes diretos da empresa original de Daimler, veja Daimler-Benz (e seu sucessor, Daimler AG) e Austro-Daimler.
A Daimler Motor Company Limited, até 1910, a Daimler Motor Company Limited, uma fabricante britânica independente de veículos automotores fundada em Londres por H. J. Lawson em 1896, que montou sua base de fabricação em Coventry, no Reino Unido. A empresa adquiriu o direito do uso do nome "Daimler" simultaneamente com a empresa fundada por Gottlieb Daimler, a Daimler-Motoren-Gesellschaft, sediada em Cannstatt, na Alemanha. Após dificuldades financeiras iniciais e uma reorganização da empresa em 1904, a Daimler Motor Company foi comprada pela Birmingham Small Arms Company (BSA) em 1910, que também fabricava carros em seu próprio nome antes da Segunda Guerra Mundial. Em 1933, a BSA comprou a Lanchester Motor Company e tornou-a uma subsidiária da Daimler.
Daimler foi concedido uma autorização real para fornecer carros para o monarca britânico em 1902; perdeu este privilégio nos anos 1950 depois de ter sido suplantado pela Rolls-Royce. Na década de 1950, a Daimler tentou alargar seu apelo comercial com uma linha de carros menores em uma extremidade e opulentos carros na outra, parou de fabricar Lanchesters, teve uma remoção altamente divulgada de seu presidente da diretoria e desenvolveu e vendeu um carro esportivo e um carro de salão de luxo e limusine de alto desempenho.
Em 1960, a BSA vendeu a Daimler para a Jaguar Cars, que deu continuidade a linha da Daimler e acrescentou uma variante da Daimler de seu esportivo Mark II. A Jaguar foi então incorporada pela British Motor Corporation em 1966 e pela British Leyland em 1968. Sob a propriedade dessas empresas, a Daimler se tornou um nível de equipamento exclusivo para carros Jaguar, exceto pela limusine Daimler DS420 (1968-1992), que não tinha Jaguar equivalente, apesar de ser totalmente baseado em um Jaguar. Quando a Jaguar Cars foi separada da British Leyland em 1984, ela manteve a marca e a empresa Daimler.
Em 1990 a Ford Motor Company comprou a Jaguar Cars que sob a propriedade da Ford parou de usar a marca Daimler em 2007. A Jaguar Cars permaneceu em sua propriedade, e a partir de 2000 acompanhada da Land Rover, até a montadora estadunidense vender a Jaguar e a Land Rover à Tata Motors em 2008, que criou a Jaguar Land Rover como uma holding subsidiária dela. Em 2013, a Jaguar Cars foi fundida com a Land Rover para formar a Jaguar Land Rover Limited, e os direitos da marca de automóveis Daimler foram transferidos para a recém-formada multinacional britânica Jaguar Land Rover.

## Status atual
A Daimler Company Limited, atual The Daimler Motor Company Limited, ainda está registrada como ativa e as contas são arquivadas a cada ano, embora atualmente esteja marcada como "não negociação". Até 20 de dezembro de 1988, seu nome era The Daimler Company Limited.
Antes de 5 de outubro de 2007, a Jaguar, ainda controlada pela Ford, chegou a um acordo para permitir que a DaimlerChrysler (atual Daimler AG) ampliasse o uso do nome "Daimler". O anúncio deste acordo foi adiado até o final de julho de 2008 e feito pelo novo proprietário da Jaguar, a Tata Motors.
Em 2007, o uso da marca Daimler pela Jaguar foi limitado a um modelo, o Super Eight, que seria o último modelo da Daimler a ser produzido.
Em 2009, um pedido da Jaguar para registrar o nome Daimler como marca nos Estados Unidos.